# Riedheim (Leipheim)
Riedheim ist ein Stadtteil von Leipheim im schwäbischen Landkreis Günzburg in Bayern. 

## Geographie
Das Pfarrdorf liegt circa zwei Kilometer nordwestlich von Leipheim und ist über die Kreisstraße GZ 4 zu erreichen. Das im Donauried gelegene Angerdorf wird von der Nau durchflossen.

## Geschichte

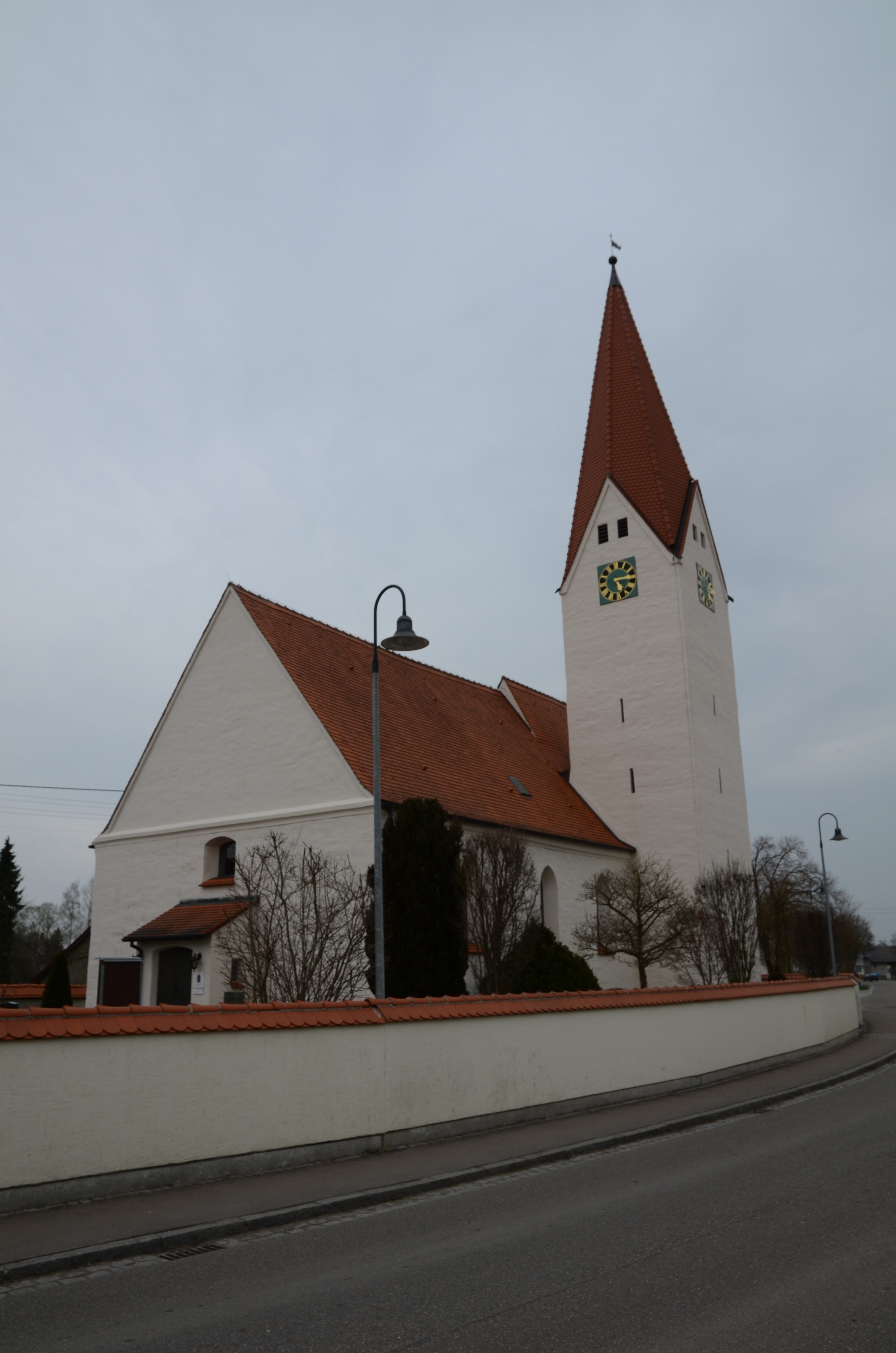
Kirche St. Ambrosius

Riedheim wurde 1292 erstmals urkundlich erwähnt. Die Herren von Riedheim verließen ihren Stammsitz auf der Burg in Riedheim bereits im 13. Jahrhundert. Als Lehen der Markgrafschaft Burgau gelangte der Ort 1400 in den Besitz der Patrizierfamilie Gessler in Ulm, kurz danach an die Herren von Hasberg zu Waldkirch und um 1459 an die Augsburger Patrizierfamilie Argon/Egen. 1501 kam der Ort an die Reichsstadt Ulm, wo er bis 1802 verblieb.
Am 1. Januar 1971 wurde die bis dahin selbstständige Gemeinde Riedheim nach Leipheim eingegliedert. Am 31. Dezember 2008 hatte der Stadtteil 685 Einwohner.

## Sehenswürdigkeiten
Siehe auch: Liste der Baudenkmäler in Riedheim
- Evangelisch-lutherische Pfarrkirche St. Ambrosius